# Miri Ben-Ari

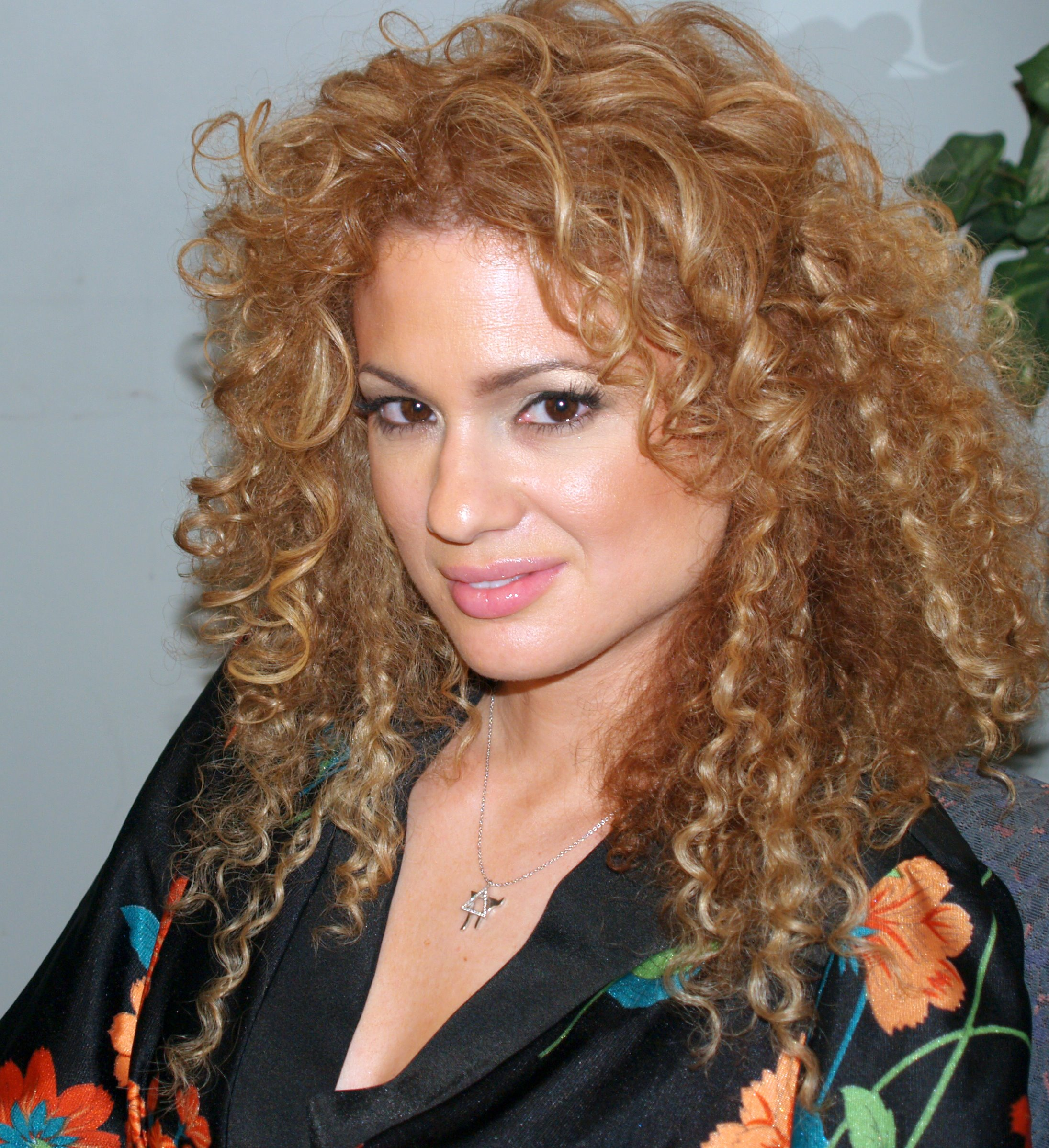
Miri Ben-Ari (2004)

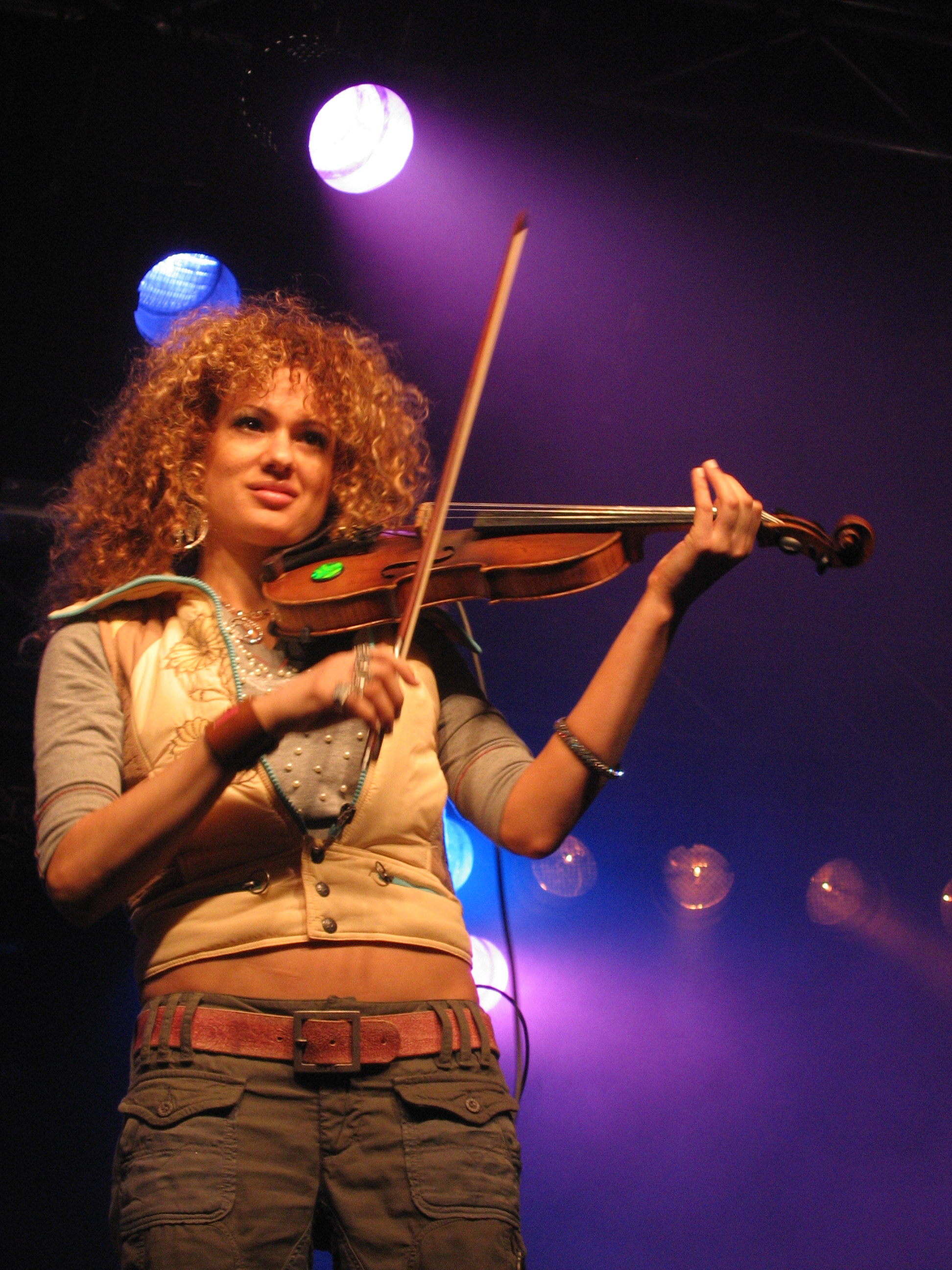
Miri Ben-Ari

Miri Ben-Ari (hebräisch מירי בן ארי; * 4. Dezember 1978 in Tel Aviv-Jaffa, Israel) ist eine klassisch ausgebildete, israelische Violinistin und Grammy-Gewinnerin. Sie ist hauptsächlich für ihre Arbeit an mehreren Hip-Hop Projekten bekannt.

## Karriere
Ben-Ari wurde von Wyclef Jean, einem früheren Mitglied der Fugees, entdeckt. Einige ihrer bekanntesten Beiträge sind Overnight Celebrity für Twista und Fallin’ für Alicia Keys, außerdem Jesus Walks und The New Workout Plan von Kanye Wests Album The College Dropout.
2005 erhielt sie gemeinsam mit Kanye West und Che Smith (Rhymefest) den Grammy Award for Best Rap Song für den Song Jesus Walks, der von Kanye West gesungen wurde. Ihr bekanntestes Album, The Hip-Hop Violinist, wurde 2005 veröffentlicht.

## Diskographie

### Alben
- 1999: Sahara
- 2003: Temple Of Beautiful
- 2005: The Hip-Hop Violinist

### Singles
- 2005: Sunshine to the Rain feat. Scarface und Anthony Hamilton
- 2005: We Gonna Win feat. Styles P
- 2006: Symphony of Brotherhood

### Beiträge
- Akon – Miss Melody
- Alicia Keys – Fallin’
- Armin Van Buuren – Intense
- Aventura – José
- Brandy, Mary J. Blige, Missy Elliott, Eve, Ashanti, Wyclef Jean, Monica, Jadakiss, Musiq, Fabolous, Akon, Jamie Foxx, Babyface – Wake Up Everybody
- Deemi – Soundtrack of My Life
- Don Omar – Predica
- Janet Jackson – I Want You
- John Legend – Live It Up
- Kanye West – We Don’t Care
- Kanye West – Graduation Day
- Kanye West – Jesus Walks
- Kanye West – The New Workout Plan
- Kanye West – Breathe In Breathe Out
- Kanye West – Two Words
- Kanye West – Late
- Lil’ Mo – Yeah Yeah Yeah
- Styles P – We Gonna Win
- Subliminal – Klassit ve’Parsi
- Tarkan – Who’s Gonna Love You Now?
- Twista – Overnight Celebrity
- Wyclef Jean Feat. M.O.P. – Masquerade

### Remixe
- Maroon 5 – This Love (Remix)